# ایمره چوس
ایمره چوس (مجاری: Imre Csősz؛ زادهٔ ۳۱ مهٔ ۱۹۶۹) جودوکار اهل مجارستان بود.